# Senta Aulàsia
Senta Aulàsia (en francès Sainte-Eulalie) és un municipi francès situat al departament del Losera i a la regió d'Occitània.